# Зандейк
Зандейк (нід. Zaandijk) — село в провінції Північна Голландія, Нідерланди. Входить до складу муніципалітету Занстад. Зандейк розташований приблизно за 12,6 кілометрів на північний захід від Амстердама та мав населення 8686 осіб у 2017 році. Зандійк — одне з найменших сіл у Занстаді, площа якого становить 209 га.